# Henryetta, Oklahoma
Henryetta, Oklahoma (енгл. Henryetta) град је у америчкој савезној држави Оклахома.

## Демографија
По попису из 2010. године број становника је 5.927, што је 169 (-2,8%) становника мање него 2000. године.
| Група             | 2000.         | 2010.         |
| Белци             | 4.810 (78,9%) | 4.407 (74,4%) |
| Афроамериканци    | 35 (0,6%)     | 40 (0,7%)     |
| Азијати           | 20 (0,3%)     | 22 (0,4%)     |
| Хиспаноамериканци | 134 (2,2%)    | 210 (3,5%)    |
| Укупно            | 6.096         | 5.927         |